# Мулла Садра
Садр ад-Дин Мухаммад ибн Ибрахим аш-Ширази, более известный как Мулла Садра (1571—1636) — мусульманский философ и мистик, синтезировавший идеи неоплатоников, перипатетиков, суфиев и мусульманских теологов.
Согласно Оливеру Лиману, Мулла Садра является наиболее значимым и влиятельным философом в исламском мире за последние четыре века.

## Произведения
- Аль-хикма аль-мута’алийа (Асфар), 9 томов.